# Naaman Belkind
Pour les articles homonymes, voir Naaman (homonymie).
Naaman Belkind (נעמן בלקינד), né le 16 décembre 1889 à Guedera et mort le 16 décembre 1917 à Damas, fut l'un des membres de l'organisation Nili. Il est le neveu du fondateur du mouvement Bilou, Israël Belkind.

## Biographie
Naaman Belkind naît en Palestine en 1889, et grandit dans la ville de Guedera, parmi les Bilouïm. Puis il part pour Rishon LeZion où il travaille dans les caves à vin de la ville.
Avec son cousin Avshalom Feinberg et son frère Eytan, Belkind rejoint les rangs du Nili créé en 1915 dans le but d'aider les Anglais dans leur combat mené contre les Ottomans. Le Nili aura à faire face à une relative opposition du Yichouv, craignant de potentielles représailles. Le réseau poursuit néanmoins ses activités.
En septembre 1917, Naaman Belkind part pour l'Égypte enquêter sur les circonstances de l'assassinat de Avshalom Feinberg quelque temps auparavant. Intercepté par les bédouins du Sinaï, il est remis aux autorités turques qui l'envoient à Damas. Accusé d'espionnage, Naaman Belkind y est pendu le 16 octobre 1917, avec Yossef Lishansky.
Son corps sera par la suite rapatrié en Israël, et Naaman Belkind repose aujourd'hui dans le cimetière de Rishon LeZion.